# Sydbøhmen
Sydbøhmen region (tjekkisk: Jihočeský kraj) er en administrativ region i Tjekkiet, beliggende i den sydlige del af det historiske Bøhmen. Regionen kaldtes indtil 2001 Budějovický kra'j eller Českobudějovický kra'j efter administrationscenteret České Budějovice. Antallet af indbyggere var 644.083 (1. januar 2020).

## Distrikter
| Statistiske oplysninger pr. 31. december 2007 | Statistiske oplysninger pr. 31. december 2007 | Statistiske oplysninger pr. 31. december 2007 | Statistiske oplysninger pr. 31. december 2007 | Statistiske oplysninger pr. 31. december 2007 |
| --------------------------------------------- | --------------------------------------------- | --------------------------------------------- | --------------------------------------------- | --------------------------------------------- |
|                                               |                                               |                                               |                                               |                                               |
| Distrikt                                      | Areal i km²                                   | Indbyggere                                    | Gennemsnits- alder                            | Kommuner                                      |
| České Budějovice                              | 1.625                                         | 184.256                                       | 40,2                                          | 109                                           |
| Český Krumlov                                 | 1.615                                         | 61.261                                        | 38,5                                          | 46                                            |
| Jindřichův Hradec                             | 1.944                                         | 92.693                                        | 40,3                                          | 106                                           |
| Písek                                         | 1.138                                         | 70.310                                        | 41,3                                          | 75                                            |
| Prachatice                                    | 1.375                                         | 51.470                                        | 39,4                                          | 65                                            |
| Strakonice                                    | 1.032                                         | 70.687                                        | 40,6                                          | 112                                           |
| Tábor                                         | 1.327                                         | 102.587                                       | 41,0                                          | 110                                           |

- Andel af Bruttonationalproduktet (2001): 5,4 %
- Arbejdsløshed (IV/2005): 5,2 %

## Største byer
| By                 | Indbyggere (31. december 2007) |
| ------------------ | ------------------------------ |
| České Budějovice   | 95.071                         |
| Tábor              | 35.769                         |
| Písek              | 29.898                         |
| Strakonice         | 23.280                         |
| Jindřichův Hradec  | 22.300                         |
| Český Krumlov      | 13.752                         |
| Prachatice         | 11.712                         |
| Milevsko           | 9.158                          |
| Třeboň             | 8.840                          |
| Týn nad Vltavou    | 8.483                          |
| Vimperk            | 7.873                          |
| Dačice             | 7.848                          |
| Kaplice            | 7.310                          |
| Soběslav           | 7.304                          |
| Sezimovo Ústí      | 7.302                          |
| Vodňany            | 7.028                          |
| Blatná             | 6.693                          |
| Veselí nad Lužnicí | 6.598                          |
| Bechyně            | 5.557                          |
| Protivín           | 5.065                          |